# Terrazzo

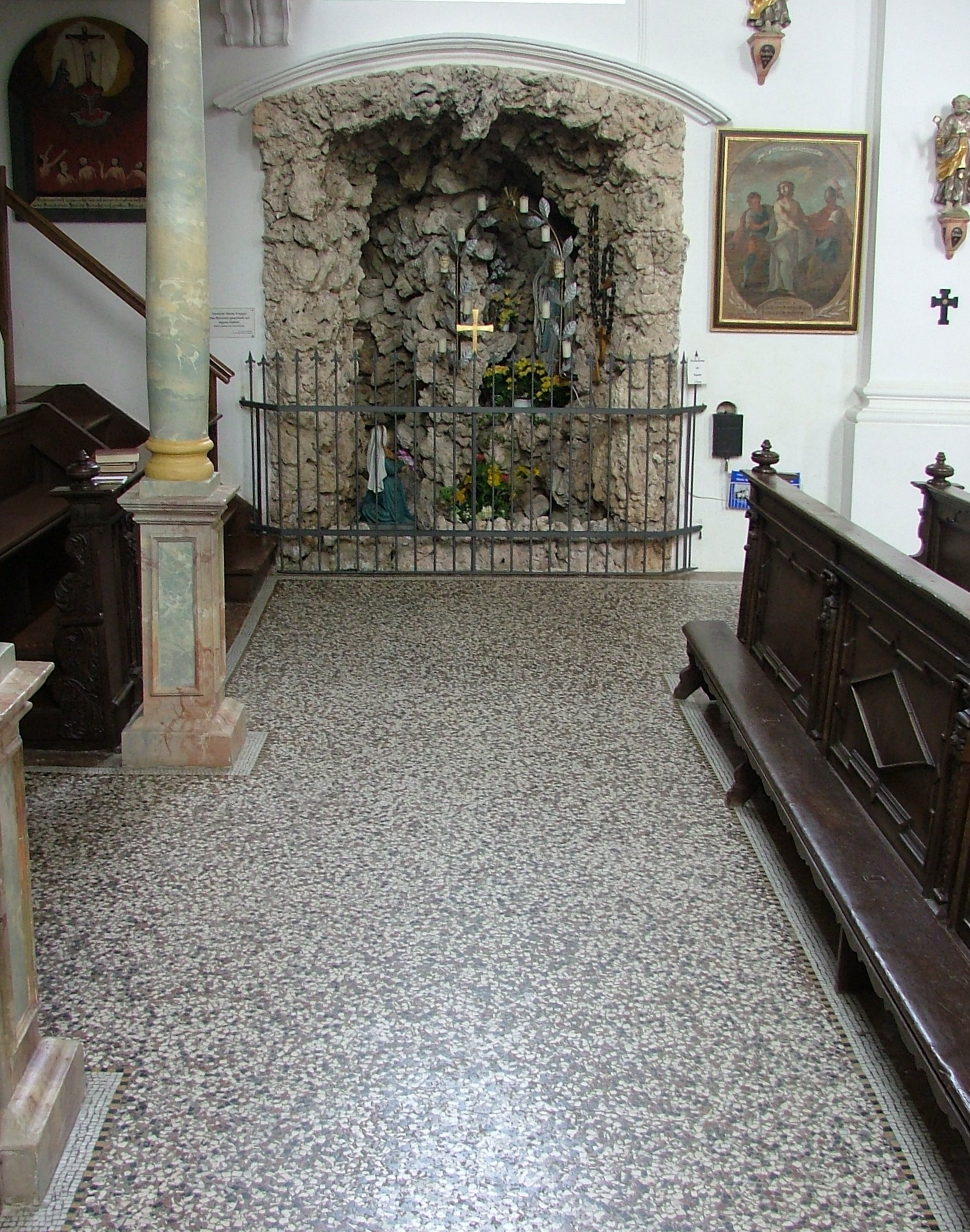
Terrazzo padló egy német templomban

A terrazzo egyfajta burkolat, ahol kötőanyagba, jellemzően cementbe vagy epoxigyantába márvány-, gránit-, kvarc-, üveg vagy fémdarabokat kevernek. A kifejezés az olasz terrazza („terasz”) szóból ered.
A technikát már az ókori görögök is használták, később a reneszánsz alatt Itáliában tökéletesedett. Az 1586-ban létrehozott Arte dé Terrazzeri céh jelentős szerepet játszott a készítés szabályainak lefektetésében. Emiatt egyes nyelvekben a „velencei burkolat” vagy „velencei terrazzo” kifejezés is használatos.
A terrazzo burkolat a reneszánsz alatt érte el tökéletes formáját és vált a velencei dózsék elsőszámú választásává az általuk emelt fényűző épületekben. A módszer történetében fontos szerepet tölt be az Arte dé Terrazzeri nevű kézműves céh, mely 1586-ban jött létre, hogy meghatározza a szabályokat a terrazzo burkolat készítésével kapcsolatban. Ennek köszönhetően a mai napig sok nyelven a „velencei burkolat” vagy „velencei terrazzo” megnevezés is használatos.
A terrazzo burkolathoz eredetileg meszet használtak kötőanyagnak.
Ilyen technikával készül a Hollywood Walk of Fame csillagainak alapja is.